# Anna Safroncik
Anna Safroncik (ur. 4 stycznia 1981 w Kijowie) – włoska modelka i aktorka pochodzenia ukraińskiego.

## Życiorys
Urodziła się w Kijowie, była córką śpiewaka klasycznego Eugenio Safroncika i tancerki baletowej Lilli. W 1994 przeniosła się wraz z rodzicami do Arezzo. W 1998 zwyciężyła w wyborach Miss Toskanii, a następnie wzięła udział w wyborach Miss Italia, zajmując w nich 8. miejsce. W 2000 zadebiutowała na dużym ekranie, występując w filmie Welcome Albania, u boku Giancarlo Gianniniego. Popularność we Włoszech przyniosła jej rola Anny Baldi w serialu CentoVetrine, realizowanym w latach 2004-2007. Występowała w filmach telewizyjnych, a także w reklamach.
Ma 172 cm wzrostu.

## Role filmowe
- 2000: Welcome Albania
- 2000: Don Matteo jako Liviana
- 2001: Cento vetrine jako Anna Baldi
- 2007: La figlia di Elisa - Ritorno a Rivombrosa jako Contessa Vittoria
- 2008: Il commissario Manara jako Marta Rivera
- 2009: La matassa jako Olga
- 2009: Al di là del lago jako Judy
- 2009: Il falco e la colomba jako Lisetta
- 2010: Il ritmo della vita jako Julia
- 2010: La bella società jako Anna
- 2012: Le tre rose di Eva jako Aurora Traviani
- 2014: Il restauratore jako Emma
- 2015: Dwa bieguny jako Maria Sole
- 2016: Tłumacz jako Ispettore Rizzo
- 2017: La verita jako Aylin